# 艾德·康林
爱德华·詹姆斯·康林（英語：Edward James Conlin，1933年9月2日—2012年9月21日），美国NBA联盟前职业篮球运动员。他在1955年的NBA选秀中第1轮第5顺位被西拉丘斯国民选中。